# Uhřice (Hodonín)
Uhřice es una localidad del distrito de Hodonín en la región de Moravia Meridional, República Checa, con una población estimada a principio del año 2018 de 759 habitantes. 
Se encuentra ubicada al sureste de la región, cerca de la orilla del río Morava —un afluente izquierdo del Danubio—, de la frontera con la región de Zlín y con Eslovaquia, y a poca distancia al sureste de la ciudad de Brno.